# Dyskografia Flera
Artykuł przedstawia dyskografię niemieckiego rapera Flera zawiera dokonania solowe, a w tym albumy, kompilacje, single i inne wydania. Ponadto znajdują się tu wspólne albumy nagrane między innymi z Bushido.

## Albumy studyjne
| Rok  | Tytuł                 | Najwyższa pozycja | Najwyższa pozycja | Najwyższa pozycja | Sprzedaż | Certyfikacja IFPI |
| Rok  | Tytuł                 | GER               | AUT               | SWI               | Sprzedaż | Certyfikacja IFPI |
| ---- | --------------------- | ----------------- | ----------------- | ----------------- | -------- | ----------------- |
| 2005 | Neue Deutsche Welle   | 5                 | 28                | 68                | 90 000   |                   |
| 2006 | Trendsetter           | 4                 | 21                | 44                | 60 000   |                   |
| 2008 | Fremd im eigenen Land | 7                 | 17                | 25                | 40 000   |                   |
| 2009 | Fler                  | 10                | 14                | 36                |          |                   |
| 2010 | Flersguterjunge       | 4                 | –                 | –                 | 35 000   |                   |
| 2011 | Airmax Muzik II       | 6                 | 7                 | 9                 | 30 000   |                   |
| 2011 | Im Bus ganz hinten    | 3                 | 9                 | 7                 | 23 000   |                   |

## Albumy wspólne
| Rok  | Tytuł                                                | Najwyższa pozycja | Najwyższa pozycja | Najwyższa pozycja | Sprzedaż | Certyfikacja IFPI |
| Rok  | Tytuł                                                | GER               | AUT               | SWI               | Sprzedaż | Certyfikacja IFPI |
| ---- | ---------------------------------------------------- | ----------------- | ----------------- | ----------------- | -------- | ----------------- |
| 2002 | Carlo, Cokxxx, Nutten (z Bushido jako Sonny Black)   | –                 | –                 | –                 | 30 000   |                   |
| 2008 | Südberlin Maskulin (z Godsilla)                      | 22                | –                 | 81                | 15 000   |                   |
| 2009 | Carlo, Cokxxx, Nutten 2 (z Bushido jako Sonny Black) | 3                 | 5                 | 9                 | 60 000   |                   |
| 2008 | Südberlin Maskulin 2 (z Silla)                       | 6                 | 11                | 7                 | 13 300   |                   |

## Kompilacje
| Rok  | Tytuł                                        | Najwyższa pozycja | Najwyższa pozycja | Najwyższa pozycja | Sprzedaż | Certyfikacja IFPI |
| Rok  | Tytuł                                        | GER               | AUT               | SWI               | Sprzedaż | Certyfikacja IFPI |
| ---- | -------------------------------------------- | ----------------- | ----------------- | ----------------- | -------- | ----------------- |
| 2003 | New Kidz On The Block (z DJ Devin & Bushido) | –                 | –                 | –                 |          |                   |
| 2006 | F.L.E.R. 90210                               | 19                | –                 | –                 | 20 000   |                   |
| 2007 | Airmax Muzik                                 | 13                | 37                | –                 | 25 000   |                   |
| 2007 | Wir nehmen auch Euro                         | –                 | –                 | –                 |          |                   |

## Single

### Solowe
| Rok  | Tytuł                                                  | Najwyższa pozycja | Najwyższa pozycja | Najwyższa pozycja | Album                   |
| Rok  | Tytuł                                                  | GER               | AUT               | SWI               | Album                   |
| ---- | ------------------------------------------------------ | ----------------- | ----------------- | ----------------- | ----------------------- |
| 2004 | "Aggroberlina"                                         | 59                | –                 | –                 |                         |
| 2005 | "NDW 2005"                                             | 9                 | 19                | –                 | Neue Deutsche Welle     |
| 2005 | "Nach eigenen Regeln" (feat. G-Hot)                    | 22                | 49                | –                 | Neue Deutsche Welle     |
| 2006 | "Papa ist zurück"                                      | 23                | 32                | –                 | Trendsetter             |
| 2006 | "Cüs Junge" (feat. Muhabbet)                           | 50                | 75                | –                 | Trendsetter             |
| 2008 | "Deutscha Bad Boy"                                     | 16                | 68                | –                 | Fremd im eigenen Land   |
| 2008 | "Warum bist du so ?"                                   | 61                | –                 | –                 | Fremd im eigenen Land   |
| 2008 | "Ich bin ein Rapper" (z Godsilla)                      | –                 | –                 | –                 | Südberlin Maskulin      |
| 2009 | "Check mich aus"                                       | 74                | –                 | –                 | Fler                    |
| 2009 | "Ich sing nicht mehr für dich" (feat. Doreen Steinert) | 33                | –                 | –                 | Fler                    |
| 2009 | "Eine Chance"/"Zu Gangsta" (z Bushido)                 | 26                | –                 | –                 | Carlo, Cokxxx, Nutten 2 |

### Gościnnie
| Rok  | Tytuł        | Artysta                      | Najwyższa pozycja | Najwyższa pozycja | Najwyższa pozycja | Album      |
| Rok  | Tytuł        | Artysta                      | GER               | AUT               | SWI               | Album      |
| ---- | ------------ | ---------------------------- | ----------------- | ----------------- | ----------------- | ---------- |
| 2005 | "Jump, Jump" | DJ Tomekk feat. Fler & G-Hot | 3                 | –                 | –                 | Numma Eyns |

## Inne wydania
Wszystkie utwory w tabeli zostały udostępnione w Internecie za darmo.
| Rok  | Tytuł                                               | Informacje                                                 |
| ---- | --------------------------------------------------- | ---------------------------------------------------------- |
| 2004 | "Hollywoodtürke"                                    | - Diss vs. Eko Fresh                                       |
| 2005 | "Du Opfer" (z B-Tight)                              | - Diss vs. Eko Fresh                                       |
| 2007 | "Hamma"                                             |                                                            |
| 2007 | "Pussydo Gay One"                                   | - Diss vs. Bushido & Kay One                               |
| 2008 | "Grau" (z Manuellsen)                               |                                                            |
| 2009 | "Baby" (feat. Godsilla & Reason)                    |                                                            |
| 2009 | "Früher wart ihr Fans" (feat. Kitty Kat & Godsilla) | - Diss vs. Kollegah & Favorite                             |
| 2009 | "Schrei nach Liebe"                                 | - Diss vs. Kollegah - Sample "Schrei nach Liebe" Die Ärzte |
| 2009 | "Ursache und Wirkung"                               |                                                            |